# Quercus dongfangensis
Quercus dongfangensis är en bokväxtart som beskrevs av C.C.Huang, F.W.Xing och Ze X.Li. Quercus dongfangensis ingår i släktet ekar, och familjen bokväxter.
Artens utbredningsområde är Hainan (Kina). Inga underarter finns listade.